# Kanton Châteaurenard
Der Kanton Châteaurenard ist seit 1888 ein französischer Wahlkreis im Département Bouches-du-Rhône in der Region Provence-Alpes-Côte d’Azur. Er umfasst 15 Gemeinden. Im Rahmen der landesweiten Neuordnung der französischen Kantone wurde er im Frühjahr 2015 erheblich erweitert.

## Gemeinden
Der Kanton besteht aus 15 Gemeinden mit insgesamt 75.062 Einwohnern (Stand: 1. Januar 2022) auf einer Gesamtfläche von 328,57 km²:
| Gemeinde                   | Einwohner 1. Januar 2022 | Fläche km² | Dichte Einw./km² | Code INSEE | Postleitzahl |
| -------------------------- | ------------------------ | ---------- | ---------------- | ---------- | ------------ |
| Barbentane                 | 4.262                    | 27,13      | 157              | 13010      | 13570        |
| Boulbon                    | 1.531                    | 19,33      | 79               | 13017      | 13150        |
| Cabannes                   | 4.576                    | 20,91      | 219              | 13018      | 13440        |
| Châteaurenard              | 16.668                   | 34,95      | 477              | 13027      | 13160        |
| Eyragues                   | 4.289                    | 20,78      | 206              | 13036      | 13630        |
| Graveson                   | 4.743                    | 23,54      | 201              | 13045      | 13690        |
| Maillane                   | 2.779                    | 16,77      | 166              | 13052      | 13910        |
| Mollégès                   | 2.651                    | 14,20      | 187              | 13064      | 13940        |
| Noves                      | 5.918                    | 27,92      | 212              | 13066      | 13550        |
| Plan-d’Orgon               | 3.562                    | 14,94      | 238              | 13076      | 13750        |
| Rognonas                   | 4.186                    | 9,41       | 445              | 13083      | 13870        |
| Saint-Andiol               | 3.369                    | 16,00      | 211              | 13089      | 13670        |
| Saint-Pierre-de-Mézoargues | 228                      | 4,13       | 55               | 13061      | 13150        |
| Tarascon                   | 15.525                   | 73,97      | 210              | 13108      | 13150        |
| Verquières                 | 775                      | 4,59       | 169              | 13116      | 13670        |
| Kanton Châteaurenard       | 75.062                   | 328,57     | 228              | 1307       | –            |

Bis zur landesweiten Neuordnung der französischen Kantone im März 2015 gehörten zum Kanton Châteaurenard die sechs Gemeinden Barbentane, Châteaurenard, Eyragues, Graveson, Noves und Rognonas. Sein Zuschnitt entsprach einer Fläche von 143,73 km2. Er behielt während der Neuordnung seinen INSEE-Code 1307 unverändert bei.

## Politik
| Vertreter im Departementrat | Vertreter im Departementrat     | Vertreter im Departementrat |
| Amtszeit                    | Namen                           | Partei                      |
| --------------------------- | ------------------------------- | --------------------------- |
| 2015–                       | Corinne Chabaud Lucien Limousin | UD                          |